# العلاقات البرازيلية التوفالية
العلاقات البرازيلية التوفالية هي العلاقات الثنائية التي تجمع بين البرازيل وتوفالو.

## مقارنة بين البلدين
هذه مقارنة عامة ومرجعية للدولتين:
| وجه المقارنة                                              | البرازيل | توفالو                         |
| --------------------------------------------------------- | --- | ------------------------------ |
| المساحة (كم2)                                             | 8.52 مليون | 26                             |
| عدد السكان (نسمة)                                         | 202.66 مليون | 11.19 ألف                      |
| الكثافة السكانية (ن./كم²)                                 | 23.79 | 43.04 ألف                      |
| العاصمة                                                   | برازيليا، ريو دي جانيرو | فونافوتي                       |
| اللغة الرسمية                                             | برتغالية برازيلية، Brazilian Sign Language ‏ | اللغة التوفالوية، لغة إنجليزية |
| العملة                                                    | ريال برازيلي، كروزيرو ريال برازيلي ‏، كروزيرو البرازيلية (1990–1993)، البرازيلي كروزادو نوفو، كروزادو برازيلي، cruzeiro ‏، كروزيرو البرازيلية (1942–1967)، الريال البرازيلي (قديم) | دولار توفالو                   |
| الناتج المحلي الإجمالي (بليون دولار)                      | 2.06 تريليون | 39.73 مليون                    |
| الناتج المحلي الإجمالي (تعادل القوة الشرائية) بليون دولار | 3.22 تريليون | 38.93 مليون                    |
| الناتج المحلي الإجمالي الاسمي للفرد دولار أمريكي          | 8.54 ألف | 3.29 ألف                       |
| الناتج المحلي الإجمالي للفرد دولار أمريكي                 | 15.89 ألف | 3.77 ألف                       |
| مؤشر التنمية البشرية                                      | 0.754 |                                |
| رمز المكالمات الدولي                                      | +55 | +688                           |
| رمز الإنترنت                                              | .br | .tv                            |
| المنطقة الزمنية                                           | | ت ع م+12:00                    |

## منظمات دولية مشتركة
يشترك البلدان في عضوية مجموعة من المنظمات الدولية، منها:
| علم المنظمة | اسم المنظمة                   | تاريخ انضمام البرازيل | تاريخ انضمام توفالو |
| ----------- | ----------------------------- | --------------------- | ------------------- |
|             | مؤسسة التنمية الدولية         | 15 مارس 1963          | 24 يونيو 2010       |
|             | الأمم المتحدة                 | 24 أكتوبر 1945        | 5 سبتمبر 2000       |
|             | البنك الدولي للإنشاء والتعمير | 14 يناير 1946         | 24 يونيو 2010       |
|             | الاتحاد البريدي العالمي       | ?                     | ?                   |
|             | يونسكو                        | 4 نوفمبر 1946         | 21 أكتوبر 1991      |
|             | منظمة حظر الأسلحة الكيميائية  | ?                     | ?                   |
|             | الاتحاد الدولي للاتصالات      | 4 يوليو 1877          | 15 أغسطس 1996       |

## وصلات خارجية
- موقع وزارة الخارجية البرازيلية